# Birra Moretti
Birra Moretti (pronunție în italiană [moˈretti]) este o companie producătoare de bere⁠(d) italiană, fondată în anul 1859 la Udine de Luigi Moretti, un antreprenor a cărui familie era implicată în comerțul cu ridicata al produselor alimentare și băuturilor. Compania a fost achiziționată în 1996 de grupul neerlandez Heineken N.V. Fabrica de bere din Udine a fost vândută către compania nou-înființata Birra Castello⁠(d) S.p.A.; Moretti este acum o marcă de bere deținută de Heineken⁠(d).

## Istoric

### Istoria mărcii
Compania Birra Moretti a fost fondată în anul 1859 de Luigi Moretti la Udine, oraș care încă mai făcea parte la acea vreme din Imperiul Austriac, sub numele de Fabrica de Bere și Gheață (Fabbrica di Birra e Ghiaccio). Primele sticle de bere au fost puse în vânzare în 1860. În acei ani producția și consumul de bere în Italia erau practic modeste. Proprietarii companiei se așteptau inițial să producă 250.000 de litri de bere pe an, o cantitate suficientă pentru a satisface cererea provincială. În cea de-a două jumătate a secolului al XX-lea Birra Moretti făcea parte din principalii patru competitori de pe piața italiană a berii, alături de Birra Peroni, Wührer și Dreher: Peroni controla 25% din piață, Dreher doar 20%, iar ceilalți doi o cotă mai mică din piață.
Familia Moretti a deținut compania producătoare de bere până în anul 1989, când a vândut o participație semnificativă companiei canadiene Labatt Brewing Company, al doilea producător de bere din Canada. Anii 1990 au fost marcați de fuziuni și absorbții pe piața berii: compania Labatt a fost achiziționată în 1995 de grupul multinațional belgian Interbrew, iar compania Birra Moretti a fost cumpărată în 1996 de grupul neerlandez Heineken, care deține acum marca Birra Moretti. Fabrica inițială Birra Moretti din Udine a fost închisă în 1992, după ce activitatea de producere a berii a fost transferată în orășelul San Giorgio di Nogaro, aflat tot în regiunea istorică Friuli⁠(d).
În urma constatării de către autoritatea de supraveghere antitrust din Italia că Heineken ocupa o poziție dominantă pe piața italiană a berii, grupul multinațional neerlandez a fost nevoit să vândă fabrica de bere din San Giorgio di Nogaro în 1997. Ulterior, fabrica a fost cumpărată de un consorțiu nou de berari numit grupul Birra Castello⁠(d), care o deține în prezent. Producția mărcii de bere Birra Moretti a fost mutată apoi în diferite alte fabrici din Italia controlate de grupul Heineken, cum ar fi cele de la Assemini, Comun Nuovo, Massafra și Pollein, care produc diverse sortimente de bere sub marca Birra Moretti.
În 2015 grupul Heineken a lansat opt noi produse Birra Moretti: două noi beri Radler (Birra Moretti Radler Gazzosa și Chinotto⁠(d)), precum și șase beri dedicate tradițiilor culinare din regiunile italiene: Birra Moretti friulană⁠(d), Birra Moretti siciliană, Birra Moretti piemonteză, Birra Moretti toscană, Birra Moretti apuliană și Birra Moretti lucană⁠(d).

### Baffo Moretti
Logo-ul companiei Birra Moretti conține imaginea unui bărbat cu mustață și este inspirată, potrivit unor surse, dintr-o fotografie făcută în 1942 de Menazzi Moretti într-o cafenea din Udine. Pe site-ul oficial al companiei, se spune că în 1942, Commendatore⁠(d) Lao Menazzi Moretti a văzut un domn în vârstă, cu mustață, așezat la o masă în trattoria istorică Boschetti din satul Tricesimo din provincia Udine. Moretti, crezând că bărbatul ar putea reprezenta foarte bine berea sa, i-a cerut permisiunea să-l fotografieze în schimbul unei recompense pe placul bărbatului. „Che al mi dedi di bevi, mi baste” – a spus bărbatul în limba friulană, sau „Dă-mi de băut, asta îmi ajunge”. Fotografia respectivă a fost predată ulterior ilustratoarei Franca Segala, care a conceput celebrul afiș cu personajul care mai caracterizează încă logo-ul și campaniile publicitare ale mărcii Moretti, un bărbat cu mustață care poartă un costum verde cu pălărie.
În realitate, fotografia a fost făcută în 1939 de fotografa germană Erika Groth-Schachtenberger (1906–1992). Persoana înfățișată în fotografie este un fermier tirolez din satul Thaur⁠(d) din Tirol, aflat la câțiva kilometri de Innsbruck. Groth nu a știut că fotografia ei a fost folosită pentru campaniile publicitare Moretti. Ea a văzut-o pe un panou publicitar de pe valea Tarvisio în anul 1956, iar această descoperire a generat o dispută juridică.
Imaginea bărbatului cu mustață, deși a fost modificată un pic în cursul timpului, a devenit familiară consumatorilor de bere din Italia, Europa și chiar din alte părți ale lumii. De-a lungul anilor, Baffo a fost interpretat în reclamele de televiziune ale companiei de trei actori. Cel mai cunoscut chip a fost cel al celebrului actor și actor de voce Marcello Tusco, înlocuit după moartea sa în 2001 de Orso Maria Guerrini⁠(d) până în 2017, an în care rolul Baffo a fost preluat de Pier Maria Cecchini⁠(d).

## Sortimente de bere

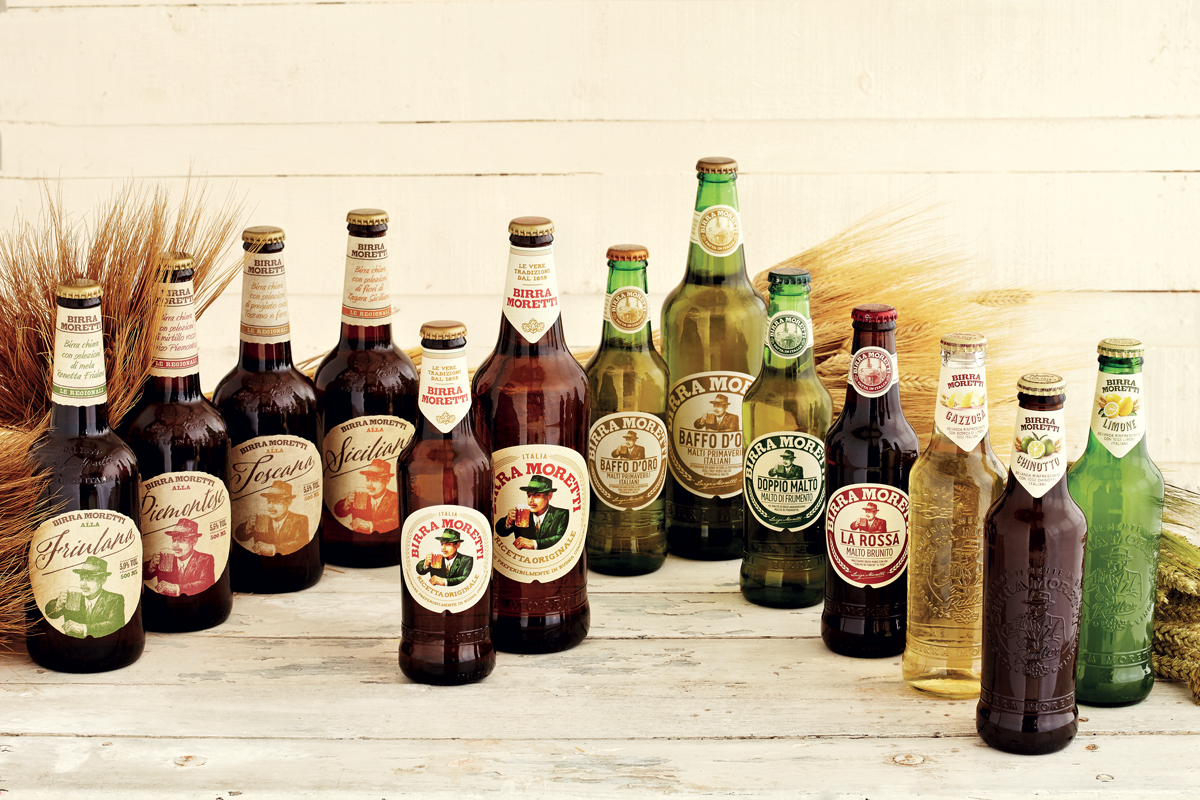
Produse Birra Moretti

Există șase beri produse sub marca Birra Moretti. Birra Moretti este marca principală, un Pale lager⁠(d) cu conținut de alcool⁠(d) de 4,6%, lansat în 1859; urmată de La Rossa, un lager negru strong sau Doppelbock puternic cu 7,2%. Alte mărci sunt:
- Birra Moretti Ricetta Originale: bere lager cu o culoare aurie cu conținut de alcool de 4,6%.[1][17]
- Birra Moretti Baffo D'Oro: bere cu fermentație inferioară, preparată doar din malț italian de primăvară, cu un conținut de alcool de 4,8%.[18]
- Birra Moretti Grand Cru⁠(d): bere Ale⁠(d), refermentată în sticlă, de culoarea chihlimbarului, cu un conținut de alcool de 6,8%.[1] Este produsă în Belgia de fabrica de bere Affligem⁠(d).[19]
- Birra Moretti Doppio Malto: bere Ale⁠(d), de culoare aurie cu conținut de alcool de 7%.[20]
- Birra Moretti La Bianca: bere Weiss, cu fermentație superioară, de culoare deschisă, cu conținut de alcool de 5%.[21]
- Birra Moretti La Rossa: bere de malț dublu de culoarea chihlimbarului închis, cu conținut de alcool de 7,2%.[1][22]
- Birra Moretti Radler Limone: bere Radler cu fermentație inferioară, de culoare galben pal, produsă din lămâi siciliene, cu conținut de alcool de 2%.[23]
- Birra Moretti Radler Chinotto: bere Radler cu fermentație inferioară, de culoarea chihlimbarului, produsă din chinotti⁠(d) provenite din Savona, cu conținut de alcool de 2%.[24]
- Birra Moretti Radler Gazzosa: bere Radler cu fermentație inferioară, de culoare galben pal, produsă din lămâi de Calabria, cu conținut de alcool de 2%.[25]
- Birra Moretti alla Friulana: bere lager, de culoare deschisă asemănătoare paielor, produsă din mere Reinette⁠(d) din Friuli-Veneția Giulia, cu conținut de alcool de 5,9%.[26]
- Birra Moretti alla Siciliana: bere lager, produsă din flori de portocal⁠(d) din Sicilia, cu conținut de alcool de 5,8%.[27]
- Birra Moretti alla Piemontese: bere lager, cu o culoare ușor chihlimbarie, caracterizată prin prezența, printre ingrediente, a afinelor⁠(d) și orezului tip „Andrew” din Piemont, cu conținut de alcool de 5,5%.[28]
- Birra Moretti alla Toscana: bere lager, de culoarea mierii, produsă din orz cultivat în Toscana, cu conținut de alcool de 5,5%.[29]
- Birra Moretti alla Pugliese: bere lager, de culoare galben-aurie, produsă din cactus indian și grâu ars, cu conținut de alcool de 5,6%.[30]
- Birra Moretti alla Lucana: bere lager, de culoarea chihlimbarului, produsă din dafin și malț de orz lucan, cu conținut de alcool de 5,8%.[31]
- Birra Moretti Zero: bere lager fără alcool.[32]

### Ediții speciale
- Campioni di Emozioni (2014): cu ocazia Campionatului Mondial de Fotbal din 2014, compania a lansat o ediție specială Birra Moretti: Campioni di Emozioni. Au fost produse 7 noi etichete, în care Baffo Moretti interpretează șapte gesturi celebre de euforie făcute de fotbaliști italieni celebri.[33]
- La Cucina Stellata (2015).[34]

## Birra Moretti și fotbalul

### Trofeul de fotbal
Din 1997 până în 2008, Birra Moretti a sponsorizat Trofeul Birra Moretti⁠(d), un turneu⁠(d) de fotbal de vară la care participau echipe invitate. Primele trei ediții au avut loc la Udine, locul de origine al companiei. La fiecare ediție au participat trei echipe care au jucat între ele meciuri de 45 de minute, la fel ca în multe alte turnee amicale de vară. După primele trei ediții, turneul s-a mutat mai întâi pe Stadio San Nicola din Bari și apoi pe Stadio San Paolo din Napoli din 2005 până în 2008.

### Stadionul Moretti
Până în anii 1980 a existat la Udine un stadion multifuncțional denumit Stadio Moretti⁠(d). Stadionul, deținut inițial de companie și apoi preluat de Primăria orașului Udine, a fost folosit pentru prima dată ca gazdă pentru meciurile de fotbal ale clubului Udinese Calcio. Capacitatea stadionului a fost de 25.000 de spectatori. Stadionul avea o pistă de atletism și găzduit, de asemenea, competiții de alergări. Echipa Udinese a înlocuit Stadio Moretti cu Stadio Friuli în 1976, iar vechiul stadion Moretti a fost demolat în 1988 și în locul său se află acum un parc urban numit Alfredo Foni⁠(d), după marele fotbalist al echipei Udinese, dar pe care cetățenii continuă să-l numească Parcul Moretti chiar și după schimbarea numelui în 2011.